# Егоров, Борис Николаевич (авиаконструктор)
Борис Николаевич Его́ров (18 декабря 1902, Москва — 1960) — советский математик, учёный в области лётных испытаний авиационной техники, участвовал в создании в 1941 году Лётно-исследовательского института, лауреат Сталинской премии (1947).

## Биография

### Ранние годы
Образование: гимназия (не окончил), рабфак, мехмат МГУ имени М. В. Ломоносова и аспирантура при нём.

### Научная и инженерная деятельность
Работал в Секции лётных испытаний ЦАГИ, где для сравнения лётных качеств разных самолётов разработал методику пересчёта результатов испытаний на стандартные условия.
С марта 1941 года — в ЛИИ. В период военной эвакуации возглавлял Новосибирский филиал института. С мая 1945 года - начальник лаборатории № 9, занимался исследованиями и испытаниями воздушных винтов и винтокрылых летательных аппаратов. 
Совместно с М. А. Тайцем и А. И. Филиным к середине 1940-х годов разработал и проверил на практике методы определения основных лётных характеристик самолётов, оснащённых поршневыми двигателями с наддувом и винтами изменяемого шага.
Сыграл важную роль в организации испытаний опытных образцов отечественных самолётов и вертолётов:

После войны, в переломный период развития авиации роль научного руководства стала жизненно важной. С 1947 по 1952 гг. во главе этой работы в ЛИИ стоял комплекс испытаний опытных самолетов. Борис Николаевич Егоров был его начальником, а Иван Никитович Квитко – его заместителем. Летные станции ОКБ в то время были слабыми, недостаточной была методическая подготовка специалистов, отсутствовала необходимая аппаратура – ее заимствовали у ЛИИ. И программы испытаний практически всех опытных самолетов были совместными ...
В 1950-х годах внес свой вклад в развитие методов лётных испытаний вертолётов, в том числе разработал метод приведения максимальной и минимальной скоростей полёта и наивыгоднейшей скороподъемности вертолёта к заданной температуре воздуха.  
Кандидат технических наук (1945), степень присуждена по совокупности научных работ.

### Семья
Был женат с 1931 года, жена — Птицына, Татьяна Константиновна.
Дочь Киреева (Егорова), Елена Борисовна, родилась в 1939 году в Москве, окончила Московский областной педагогический  институт им. Н. К. Крупской, работала во ВНИИ метрологической службы Госстандарта СССР.
Двоюродным братом и полным тезкой Егорова был Борис Николаевич Бугаев, более известный под псевдонимом Андрей Белый.

## Награды и премии
- Сталинская премия третьей степени[8] (1947) — за разработку конструкции новых типов винтов для боевых самолётов, вместе с ним лауреатом стал Кантор, Давид Исаакович
- Награждён орденами Красной Звезды (1944), Трудового Красного Знамени (1945)